# Seznam luksemburških pesnikov
Seznam luksemburških pesnikov.

## K
- Anise Koltz

## P
- Jean Portante

## R
- Jérôme Reuter : Rome (glasbena skupina)
- Michael Rodange